# SalfaCorp
SalfaCorp est une entreprise chilienne fondée en 1929, et faisant partie de l'IPSA, le principal indice boursier de la bourse de Santiago du Chili. Il s'agit d'un des principaux acteurs du secteur de la construction et de l'immobilier d'Amérique latine, avec des antennes en Argentine, en Colombie et au Pérou.